# همایش ملی بزرگ‌داشت میرزا کوچک‌خان جنگلی
همایش ملی بزرگداشت میرزا کوچک‌خان جنگلی همایشی بود که در تاریخ ۱۱ آذر ۱۳۹۱ همزمان با نود و یکمین سالروز کشته شدن یونس استادسرایی مشهور به میرزا کوچک‌خان جنگلی مبارز ایرانی و به منظور بزرگداشت وی، با حضور محمود احمدی‌نژاد رئیس‌جمهور ایران و ریئس کنگره محمد شیخان در شهر رشت برگزار شد.

 و هر ساله نیز در سال درگذشت وی برگزار می‌شود. همچنین این کنگره پیامی را از طرف رهبر ایران دریافت کرد .